# 格拉斯哥皇家音乐厅
格拉斯哥皇家音乐厅（Glasgow Royal Concert Hall）是苏格兰格拉斯哥的一个艺术场所，由格拉斯哥市议会的机构格拉斯哥生活（Glasgow Life）运营（还负责管理格拉斯哥市政厅）。餐饮部由Encore Hospitality经营。

## 历史
该建筑建于1980年代末，于1990年10月正式开放。
它是格拉斯哥1990年欧洲文化之城地位的副产品，旨在取代圣安德鲁斯大厅（St. Andrews Hall），与米切尔图书馆相邻，在1962年被大火摧毁。它被认为是该市在多年的衰败之后的再生的一个主要标志。音乐厅位于布坎南街和Sauchiehall街交界处， 曾经是格拉斯哥英国海陆空三军合作社的所在地。
它常用于非音乐活动，如附近的格拉斯哥卡利多尼安大学的毕业典礼。
在建筑阶段，该建筑曾因其巨大的成本、咄咄逼人的立面，甚至礼堂的声学效果而饱受批评，并且因项目超支而在1989年停工。

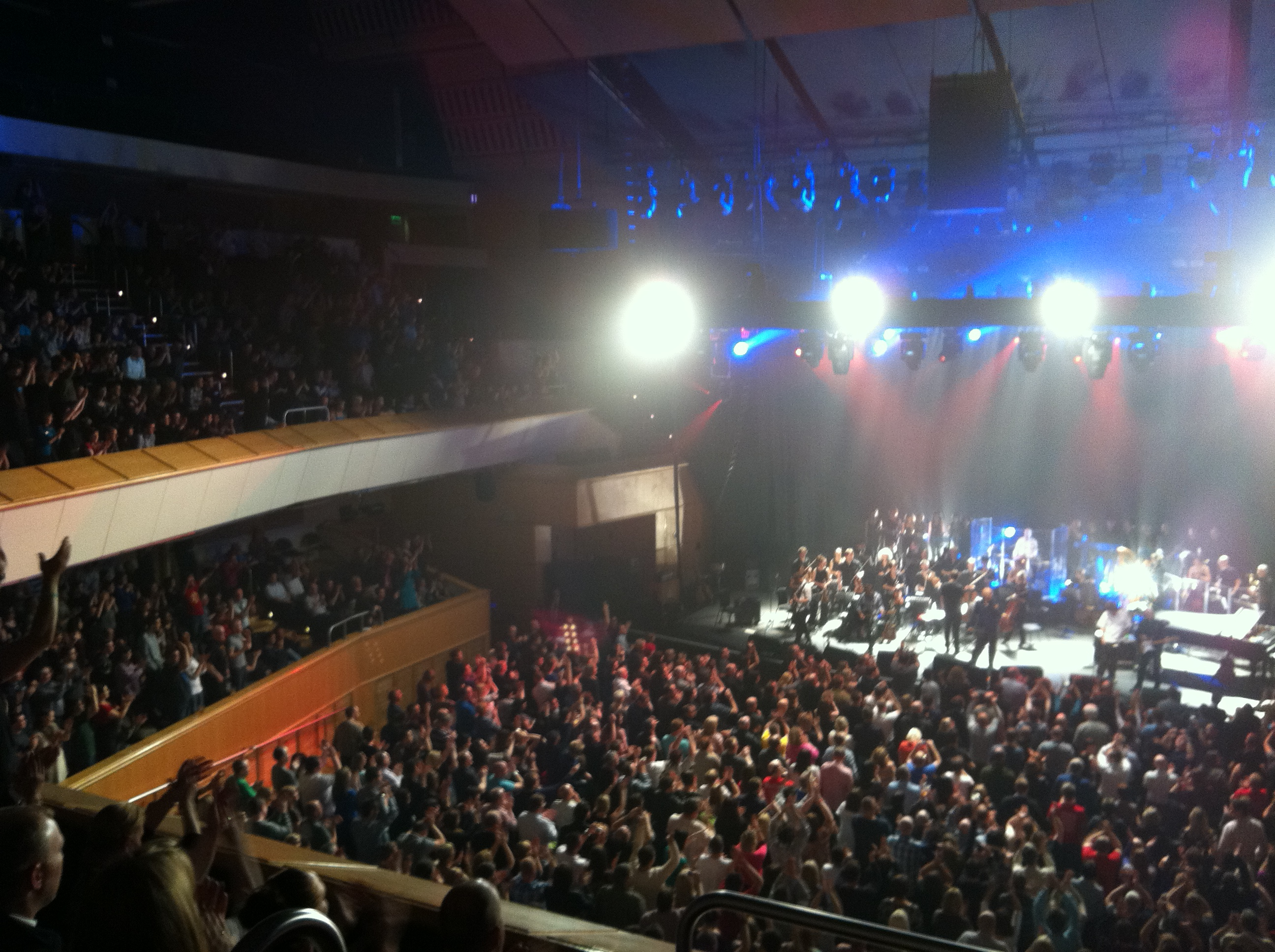

格拉斯哥国际音乐厅于1990年10月5日正式开幕。皇家苏格兰国家管弦乐队在皇家音乐会开幕式上首次演出，作为格拉斯哥被授予欧洲文化之城的节目。表演节目包括贝多芬和拉尔夫·沃恩·威廉斯。第一个非古典音乐会是青尼罗河。
完成后，它被授予皇家地位，并更名为格拉斯哥皇家音乐厅。

## 建筑
它是由Leslie Martin爵士设计，于1988年4月奠基，1990年10月开幕。它在1990年获得休·卡逊爵士奖最糟糕新建筑奖，“看起来像是1950年保加利亚设计的”。